# Igus
Igus GmbH er en tysk producent af forskellige plastdele til industrielt brug samt dele til energisystemer. Virksomheden blev grundlagt 15. oktober 1964 af Günter og Margret Blase i Köln.